# 젊은이의 양지 (1951년 영화)
《젊은이의 양지》(영어: A Place in the Sun)는 1951년에 개봉한 미국의 드라마 영화이다. 시어도어 드라이저의 소설 《미국의 비극》과 그를 기반으로 한 동명의 연극을 영화화한 작품이다. 조지 스티븐스 감독이 연출했고 마이클 윌슨과 해리 브라운이 각본을 작성했으며, 몽고메리 클리프트, 엘리자베스 테일러, 셸리 윈터스가 출연한다. 상업적으로 성공했고, 여섯 부문의 아카데미상과 골든 글로브상 극영화 부문 작품상을 받는 등 비평적으로도 성공했다.

## 줄거리
캔자스시티 출신의 시골 청년 조지 이스트먼은 야망을 안고 뉴욕에 상경한다. 조지는 부유한 자본가인 삼촌 찰스 이스트먼의 도움을 얻어, 그가 사장으로 있는 공장에 취직한다. 이스트먼 일가의 조카이긴 해도 지식도 기술도 없었기 때문에, 조지는 말단 노동직에 앉아 근무하게 되었다. 조지는 불만 없이 열심히 일한다. 그러다가, 연애 금지라는 공장 규칙을 무시하고 같은 라인에서 일하던 가난한 처녀 앨리스 트립과 눈이 맞는다. 앨리스는 조지가 사장의 조카라서 우려하긴 하지만 조지의 적극적인 구애로 결국 둘은 몰래 사귀는 사이가 된다.
몇 달이 지나 조지는 찰스의 눈에 띄어 승진한다. 찰스가 초청한 성대한 파티에 초대받은 조지는 그곳에서 인연이 없어 겉돌다가 부유한 집 소녀 앤절라 비커스와 만난다. 앤절라는 조지에게 금세 매료되었고, 조지도 이스트먼 일가를 오가면서 슬쩍슬쩍 마주쳤던 그녀에게 애정을 품게 되었기에 두 사람은 금세 정열적인 사랑에 빠진다. 몰래 앤절라와 만나면서 조지는 자연스레 앨리스에게 소홀해지게 되는데, 이즈음 앨리스가 조지에게 임신했음을 밝히고 조지는 난처해 한다. 불안했던 앨리스는 조지에게 빨리 결혼하자고 한다. 때마침 앤절라와 휴가 계획이 잡히는데, 이를 앨리스에게는 가족 휴가로 속이고 결혼은 잠시 미루자고 한 뒤 앤절라와 떠난다.
비커스 일가의 별장에서 같이 지내면서 조지와 앤절라의 관계는 더욱 깊어진다. 앤절라는 자기만 알고 있는 비밀의 호수 '아비호'로 조지를 데려가 같이 물놀이를 한다. 조지는 앤절라에게서 아비호에서는 작년에 커플이 익사해 죽었는데 남자 시체는 찾지 못했다는 이야기를 듣는다. 자신을 믿지 못하는 앤절라의 아버지에게 조지는 집안 내력을 정직하게 얘기해 호감을 사 아버지에게도 인정받는다. 그러나 비커스 일가와 같이 휴가를 보내는 모습이 우연히 사진으로 찍혀 언론에 나고, 신문을 본 앨리스는 조지가 바람을 피우고 있음을 알게 된다. 분노한 앨리스는 조지를 찾아갔고 조지는 어머니가 편찮으시다는 핑계로 비커스 일가와 앤절라를 떠나 앨리스와 만난다.
다음날 앨리스와 조지는 혼인신고를 위해 법원을 찾아갔지만, 노동절이라서 사람이 없었다. 실망한 앨리스에게 조지는 오늘 하루는 소풍을 가며 쉬자고 앨리스를 부추겨 찬성케 만든다. 조지는 차를 타고 앨리스를 아비호로 데혀간다. '길버트 에드워드'라는 가명으로 보트를 빌린 조지는 앨리스를 어둡고 깊은 호수 안쪽으로 이끌고 간다. 조지는 앨리스를 물에 빠뜨려 죽일 계획이었다. 하지만 앨리스는 조지에게 사랑이 식었지만 전처럼 다시 잘해보자며 희망적인 말을 하고 조지도 그녀를 죽일 생각을 그만둔다. 그런데 앨리스가 조지에게 다가가기 위해 일어서자 보트가 뒤집혀 두 사람은 물에 빠진다. 수영을 못했던 앨리스는 빠져 죽었고, 조지는 혼자 헤엄쳐 호수에서 빠져 나와 주차해 두었던 차를 운전해 별장으로 간다.
다음날 앤절라는 조지를 반갑게 맞아주는 한편, 앨리스의 사망소식이 알려지고 혼자 도망친 남자에 대한 수사가 시작된다. 경찰은 앨리스와 같이 보트를 탔던 남자가 조지 이스트먼임을 밝혀내고, 조지는 도망치다 끝내는 붙잡힌다. 앤절라는 조지가 체포되었다는 소식에 정신을 잃고 쓰러졌고, 비커스 일가는 사건에서 자기네에 대한 언급은 빼달라고 경찰에 요청한다.
조지의 재판에서 검사는 조지를 목격한 여러 증인들의 증언과 증거를 이용해 조지를 강하게 몰아붙인다. 조지는 대부분을 인정하지만 자신이 앨리스를 죽였음은 부정한다. 검사는 둘이 동시에 물에 빠졌음에도 조지가 앨리스를 구해주지 않았다는 점을 강조하였고, 배심원은 조지를 유죄로 판단한다. 조지는 사형을 언도받는다. 조지를 찾아온 시골 어머니와 목사는 앨리스를 죽일 마음을 먹은 것 자체가 살인죄를 범한 것이나 다름 없다고 말했고 조지는 결국 자신의 죄를 인정한다. 앤절라는 조지와의 이별을 슬퍼한다. 조지는 묵묵히 사형대로 걸어간다.

## 출연
- 몽고메리 클리프트 - 조지 이스트먼
- 엘리자베스 테일러 - 앤절라 비커스
- 셸리 윈터스 - 앨리스 트립
- 앤 리비어 - 해나 이스트먼
- 키프 브래셀 - 얼 이스트먼
- 프레드 클라크 - 벨로스 변호사
- 레이먼드 버 - R. 프랭크 말로
- 허버트 헤이스 - 찰스 이스트먼
- 셰퍼드 스트러드윅 - 토니 비커스
- 프리다 이니스코트 - 앤 비커스
- 캐스린 기브니 - 루이즈 이스트먼
- 월터 산드 - 아트 잰슨
- 테드 데코르시아 - R. S. 올든도프 판사
- 존 리질리 - 코러너
- 로이스 차트랜드 - 마샤
- 폴 프리스 - 모리슨 목사
- 캐슬린 프리먼
- 이언 울프